# Thomas Clarges
Thomas Clarges († 1695) was een Schots-Engelse politicus, waarschijnlijk van Vlaamse afkomst.
Hij was van eenvoudige afkomst. Enkele bronnen noemen zijn vader John de Glarges of Clarges uit Henegouwen, die getrouwd was met ene Anne Leaver. Zijn zus Anne trouwde in 1654 met de militair George Monck.
In het begin van zijn carrière schijnt hij een medisch beroep uitgeoefend te hebben. Hij was een Schots parlementslid voor Ross en Cromarty in 1656, en voor Haddington in 1658. Gedurende het Protectoraat werd hij door Richard Cromwell in dienst genomen als boodschapper naar Monck in Schotland, die hem geleidelijk steeds duidelijker zijn voornemen de monarchie te willen herstellen liet weten. Later trad Clarges op als correspondent van Monck in Londen, en op die manier kon hij de autoriteiten aldaar op de hoogte stellen van Moncks voornemen met zijn leger richting Londen te trekken (1659).
Op 2 mei 1660 kreeg hij van het rompparlement de opdracht een bericht aan de in ballingschap levende prins Karel te overhandigen, waarin het parlement hem uitnodigt terug te keren naar Engeland. Hij vertrok vanuit Engeland op 5 mei, kwam aan in Bergen op Zoom in de ochtend van de achtste, en ging direct door naar Breda. Meteen na het lezen van dit bericht sloeg Karel hem tot ridder. Na zeer goed ontvangen te zijn door de hertog van Gloucester, de hertog van York en de prins van Oranje, keerde hij op 10 mei weer terug naar Engeland, waar hij onmiddellijk een spoedbericht naar het Parlement zond.
In hetzelfde jaar (1660) vertegenwoordigde hij Westminster in het parlement. In 1666 werd hij gekozen als lid van het zogenaamde Pensionary parliament (dat van 1661-1679 bestond als koningsgezinde opvolger van het Engelse parlement). Tussen 1679 en 1685 vertegenwoordigde hij Christchurch en Hampshire, en in het derde, zogenaamde Convention Parliament van 1689 (het eerste parlement na de Glorieuze Revolutie) vertegenwoordigde hij de Universiteit van Oxford. In 1692 was hij sterk voorstander van een wet die het regelmatig bijeenroepen van het parlement onderdeel maakte van de Britse grondwet.
Clarges overleed in 1695. Hij was getrouwd met Mary, derde dochter van George Proctor uit Norwell (Nottinghamshire). Bij haar had hij één zoon, Walter, die in 1676 tot baronet verheven werd.
- International Standard Name Identifier: 0000 0000 2820 2545
- Library of Congress Control Number: n84141068
- SNAC: w6bc5cvc
- Virtual International Authority File: 13716143
- WorldCat: E39PBJvH9HQBGGPpdYKDFgptrq